# Sociedad Deportiva Municipal
El Sociedad Deportiva Municipal es un equipo de fútbol profesional de Santo Domingo de los Colorados, Provincia de Santo Domingo de los Tsáchilas, Ecuador. y se desempeña en la Segunda Categoría del Campeonato Ecuatoriano de Fútbol.
Está afiliado a la Asociación de Fútbol No Amateur de Santo Domingo de los Tsáchilas.

## Estadio
El Estadio Tsachila, (oficialmente conocido como Estadio Olímpico Tsachila, es un estadio multiusos. Está ubicado entre las avenidas Quitumbes y Los Anturios. Fue inaugurado el 3 de julio de 1993. Es utilizado para competiciones del fútbol; tenía la capacidad para 12.000 espectadores, actualmente esa capacidad fue aumentada a 17000 espectadores, una vez terminadas las adecuaciones en la ampliación de la tribuna del estadio.
El nombre correcto del estadio es: Estadio Olímpico Tsachila, mas no el de Etho Vega.